# 春桥乡
春桥乡，是中华人民共和国江西省九江市都昌县下辖的一个乡镇级行政单位。

## 行政区划
春桥乡下辖以下地区：
朝阳社区、云山村、老山村、官桥村、春桥村、十方村、堰上村和凤山村。